# 군밤타령
군밤타령은 경기 민요의 하나로, 구한말에 생긴 자진모리장단의 신민요로 리듬이 다양하게 변하였으며, 양악의 영향을 받아 후렴의 마디 수가 모자라고, 쉬는 데도 없어졌다.
구한말 군밤상인이 엄동설한에 군밤을 팔며 부른 노래가 지금까지 이어져 오늘날 군밤타령으로 불리게 되었다.

## 악보

### 노랫말
[메기는 소리]

1. 바람이 분다 바람이 불어 연평 바다에 어허어얼싸 돈바람 분다

2. 달도 밝다 달도 밝아 우주강산에 어허어얼싸 저 달이 밝아

3. 눈이 온다 눈이 온다 이 산 저 산에 어허어얼싸 흰 눈이 온다

4. 개가 짖네 개가 짖네 눈치 없이도 어허어얼싸 함부로 짖네

5. 봄이 왔네 봄이 왔네 금수강산에 어허어얼싸 새봄이 왔네

6. 중아 중아 상좌 중아 네 절 인심이 어허어얼싸 얼마나 좋냐

7. 산도 설고 물도 선데 누굴 바라고 어허어얼싸 나 여기 왔나

8. 나는 총각 너는 처녀 처녀와 총각이 잘 놀아난다 잘 놀아나요

9. 나는 올빼미 너는 뻐꾸기 올빼미와 뻐꾸기가 잘 놀아난다 잘 놀아나요

[받는 소리] 

얼싸 좋네, 아 좋네 군밤이요, 에헤라 생률 밤이로구나